# Joan Cristòfor de Gualbes i Setantí
Joan Cristòfor de Gualbes i Setantí (Barcelona a mitjan segle xv) fou dominic i era fill del Conseller Joan Gualbes.
Professà en el convent de predicadors de Santa Catalina màrtir de Catalunya, fou home de vasta cultura tant filosòfica com teològica, professor de la Universitat de Lleida, inquisidor de Girona, prior del seu convent nadiu, mestre en teologia i un dels religiosos més conspicus del regne d'Aragó. Eloqüent orador i partidari acèrrim del Príncep de Viana, fou el més gran enemic que tingué Joan el Sense Fe, i el que amb la seva paraula va mantenir encesa la resistència de Catalunya a ser governada per aquell al qual acusava de parricidi.
Jerónimo Zurita, cronista aragonès, que és un enemic declarat de Gualbes, diu d'aquest que amb una desenfrenada temeritat i soltesa predicava i ensenyava una doctrina molt escandalosa i reprovades, però analitzades serenament les acusacions que li fa, es veu que la doctrina del predicador era teològicament correcta i eco de l'ensenyat per Sant Tomàs d'Aquino en la Summa Teològica i particularment en el tractat De regimine principum, i estava d'acord amb el que estableix el Concili de Constança en condemnar l'apologia de l'assassinat del Duc d'Orleans escrita pel clergue parisenc Jean Petit.
A Gualbes es degué molt en la resistència oposada pels catalans a les tropes reials i en l'oferiment del comtat al rei Renat, al duc de Lorena, l'oració fúnebre del qual predicà en la catedral de Barcelona el 1470 i a Lluís XII de França. Zurita el va confondre en part amb un altre Gualbes, clergue secular (no dominic com algú va escriure), al que Sixt IV, en breu dirigit a fra Tomàs de Torquemada, anomena fill de la inquietat per les seves exaccions al front de la Inquisició de València.
Gualbes no tan sols fou professor i predicador de reconegut mèrit, sinó que tant o més que per aquests conceptes mereix una menció com escriptor polígraf, devent-se-li un Tractat sobre les torbacions de Catalunya, que estava en poder de Zurita; els seus Sermons polítics, tant celebrats per Víctor Balaguer, en els que exposa la doctrina escolàstica vers la sobirania, el seu origen i els seus límits amb una claredat i vigor de pensament que el parangonen amb Savonarola i fra Pedro Cieza de León els seus contemporanis; els seus Sermons de tempore et de sanctis i el seu Tractatus de Mauro Mago.